# Anđa Jelavić
Anđa Radoš, po mężu Jelavić (ur. 21 września 1980 w Tomislavgradzie) – chorwacka koszykarka grająca na pozycji rozgrywającej, po zakończeniu kariery zawodniczej – trenerka, obecnie selekcjonerka kadry Chorwacji.

## Osiągnięcia
Na podstawie, o ile nie zaznaczono inaczej.
Drużynowe
- Mistrzyni:
  - Ligi Adriatyckiej (2005, 2006, 2008)
  - Polski (2011)
  - Chorwacji (2001, 2003, 2008, 2010)
- Wicemistrzyni:
  - Ligi Adriatyckiej (2003, 2004, 2007)
  - Chorwacji (2004–2006)
- 4. miejsce w Eurocup (2009, 2015)
- Zdobywczyni:
  - pucharu:
    - Chorwacji (1999, 2000, 2001, 2004, 2006, 2008, 2010)
    - Vojko Herksela (2006, 2007)

  - superpucharu Chorwacji (2007)
- Finalistka pucharu:
  - Chorwacji (2003, 2007)
  - Vojko Herksela (2008)

Indywidualne
- MVP:
  - Ligi Adriatyckiej (2005)
  - Final Four Ligi Adriatyckiej (2008)
- Liderka Euroligi w asystach (2010)

Reprezentacja
- Wicemistrzyni igrzysk śródziemnomorskich (2005)
- Brązowa medalistka igrzysk śródziemnomorskich (2009)
- Uczestniczka:
  - igrzysk olimpijskich (2012 – 10. miejsce)
  - mistrzostw Europy:
    - 2007 – 13. miejsce, 2013 – 11. miejsce
    - U–20 (2000 – 6. miejsce)
    - U–18 (1998 – 8. miejsce)